# Leven Rambin
Leven Alice Rambin Parrack (Houston, 17 de maio de 1990) é uma atriz americana. Se destacou por interpretar duas meias-irmãs em All My Children, durante o período 2004-2008. Logo em seguida, teve participações especiais em várias séries de sucesso, como Terminator: The Sarah Connor Chronicles, Private Practice, Grey's Anatomy, Os Feiticeiros de Waverly Place, CSI: Miami e One Tree Hill.
Em 2012, interpretou Glimmer em The Hunger Games, a adaptação foi tão bem-sucedida que ela ficou mundialmente conhecida.
Em 2013, atuou como Clarisse La Rue no filme Percy Jackson: Sea of Monsters.

## Biografia

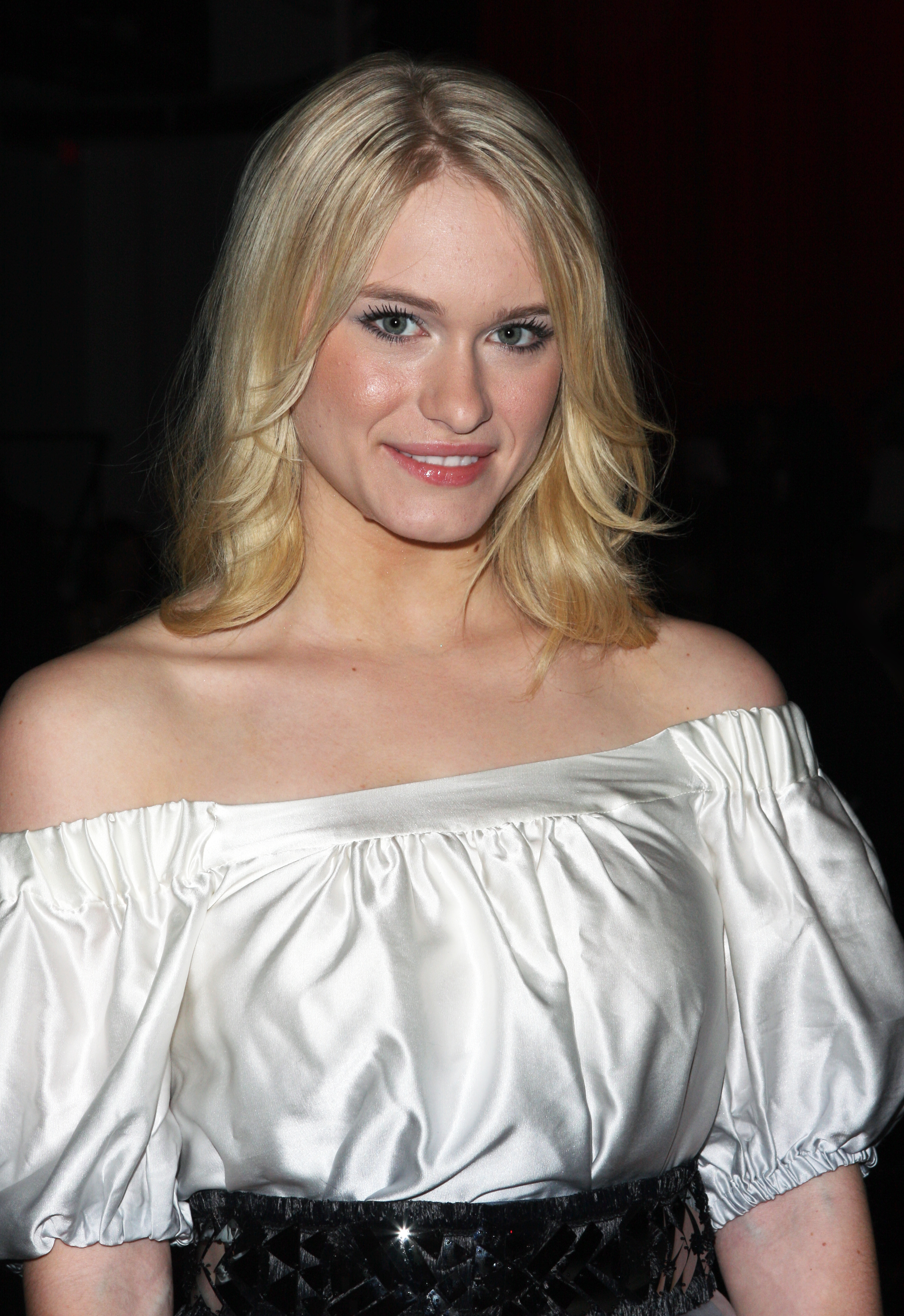
Leven no Supermodel of the World de 2008.

Leven Rambin nasceu em Houston no Texas, seu pai é Joseph Howard Rambin III, o co-fundador da Moody-Rambin, que é a maior empresa de imóveis comerciais em Houston, ele também fundou a campanha Keep Houston Beautiful (Mantenha Houston Bonita). Sua mãe é Karen Stacy Guthrie e seu irmão Joseph Rambin. Tem uma meia-irmã mais velha, a designer de moda Mary Rambin, que é estilista da linha de bolsas Möe, além de um meio-irmão mais velho, Jay Rambin. É neta de J. Howard Rambin Jr, ex-CEO e presidente da companhia de petróleo Texaco.
Leven começou a atuar criança e em peças escolares. Estudou na Houston School of Film and Theatre e na St. Francis Episcopal Day School, antes de se mudar para Connecticut. Mais tarde, mudou-se para Los Angeles, quando ganhou um papel na TV em 2004. Enquanto atuava, ela também terminava o seu diploma do ensino médio, através do Texas Tech University Independent School District.
Em 2009, se envolveu com o produtor de cinema e televisão Geoffrey James Clark. Seis meses depois, eles ficaram noivos. Romperam o noivado em setembro de 2011.
Em agosto de 2014, ficou noiva do ator Jim Parrack, o casal começou a namorar na primavera.
Rambin é uma entusiasta de moda e já escreveu vários editoriais sobre o New York Fashion Week, para as revistas Paper e Page Six. Ela é apaixonada com o assunto da pesquisa sobre a consciência do autismo, bem como o tratamento humano dos animais. Também está envolvida com Surf for Life, uma organização que cria projetos de desenvolvimento educacional e cultural nas comunidades costeiras de todo o mundo.
Em 15 de Outubro de 2015, ela e o ator Jim Parrack se casaram em Austin, Texas.

## Filmografia

### Televisão
| Ano       | Título                                  | Papel                        | Notas                                  |
| --------- | --------------------------------------- | ---------------------------- | -------------------------------------- |
| 2015      | True Detective                          | Sophia                       | Episódio 1, Temporada 2                |
| 2014      | The Tomorrow People                     | Natalie                      | Episódios 20-21-22, Temporada 1        |
| 2011      | One Tree Hill                           | Chloe Hall                   | Episódio 16-17-18 Temporada 8          |
| 2011      | CSI: Miami                              | Molly Sloan                  | Episódios 14-15-18-19, Temporada 9     |
| 2011      | Os Feiticeiros de Waverly Place         | Rosie                        | Episódios 7-8-9, Temporada 4           |
| 2010      | Good Morning Rabbit                     | Dumbleshe                    | Episódio único: National Hamburger Day |
| 2010      | Scoundrels                              | Heather West                 | Elenco Principal / 8 episódios         |
| 2010      | Private Practice                        | Sloan Riley                  | Episódio 11, Temporada 3               |
| 2009-2010 | Grey's Anatomy                          | Sloan Riley                  | Episódios 10-11-14-19-20, Temporada 6  |
| 2008-2009 | Terminator: The Sarah Connor Chronicles | Riley Dawson                 | 10 episódios, Temporada 2              |
| 2008      | Lipstick Jungle                         | Chloe Jamison                | Episódio 4, Temporada 1                |
| 2007      | Law & Order: Special Victims Unit       | Reagan Michaels              | Episódio 18, Temporada 8               |
| 2006      | The Book of Daniel                      | Caroline Paxton              | 5 episódios                            |
| 2004-2010 | All My Children                         | Lily Montgomery / Ava Benton | 162 episódios                          |

### Cinema
| Ano  | Título                               | Papel              | Notas                                |
| ---- | ------------------------------------ | ------------------ | ------------------------------------ |
| 2019 | The Dirt – Confissões do Mötley Crüe | Sharise Neil       |                                      |
| 2015 | I Am Michael                         | Catherine          |                                      |
| 2015 | Walter                               | Kendall            |                                      |
| 2014 | Dissonance                           | Cera               | Curta-metragem                       |
| 2014 | 7 Minutes                            | Kate               |                                      |
| 2014 | Two Night Stand                      | Daisy              |                                      |
| 2013 | Percy Jackson: Sea of Monsters       | Clarisse La Rue    | Baseado no livro The Sea of Monsters |
| 2013 | Isolated                             | Embaixadora da Paz |                                      |
| 2012 | Stray Heart                          | Garota principal   | videoclipe da banda Green Day        |
| 2012 | Chasing Mavericks                    | Kim Moriarity      |                                      |
| 2012 | The Hunger Games                     | Glimmer            | Baseado no livro The Hunger Games    |
| 2010 | Case 219                             | Carla Evans        |                                      |
| 2010 | Babe                                 | Sarah              |                                      |
| 2008 | Gigantic                             | Missy Thaxton      |                                      |
| 2008 | Austin Golden Hour                   | Annie              |                                      |

## Prêmios e indicações
| Ano  | Prêmio                   | Categoria                      | Trabalho indicado                               | Resultado |
| ---- | ------------------------ | ------------------------------ | ----------------------------------------------- | --------- |
| 2007 | Daytime Emmy Awards      | Jovem Atriz em Série de Drama  | Lily Montgomery / Ava Benton em All My Children | Indicada  |
| 2006 | Daytime Emmy Awards      | Jovem Atriz em Série de Drama  | Lily Montgomery / Ava Benton em All My Children | Indicada  |
| 2005 | Soap Opera Digest Awards | Iniciante Feminino Excepcional | Lily Montgomery em All My Children              | Indicada  |